# Thunderball (brano musicale)
Ma chi soffrirà per il potere nelle tue mani?»
(Thunderball)
Thunderball è un brano musicale di Johnny Cash del 1965, proposto per la colonna sonora del film della saga di James Bond Agente 007 - Thunderball (Operazione tuono) ma poi rifiutato per molteplici motivi, uno tra tutti il non essere abbastanza idoneo per il tema spionistico del film, anche se il testo racconta fedelmente della trama del film e del libro da cui il film è tratto.
Differentemente dalla notissima versione scelta cantata da Tom Jones Cash propose una propria reinterpretazione della canzone, musicandola in una chiave più country e con una storia ispirata da molte leggende già proposte in molte celebri canzoni del genere, come anche (Ghosts) Rider in the Sky.
Questa dinamica ed energetica Thunderball è rara da trovare nei album di Cash, ma si può tuttavia trovare in molte compilation dell'artista, tra cui anche album rari e sessions.

## Tracce
Testi e musiche di Johnny Cash.
1. Thunderball – 2:50

## Formazione
Hanno partecipato alle registrazioni, secondo le note di copertina di Bootleg Vol II - From Memphis To Hollywood:
- - Randall Martin  Art Direction, Design
  - Maybelle Carter  Autoharp
  - The Tennessee Two  Backing Band
  - Unknown Chorus*  Backing Vocals
  - Marshall Grant  Bass
  - Gregg Geller  Compiled By, Compilation Producer
  - Norman Blake (2)  Dobro
  - Buddy Harman  Drums
  - Michael Kazak  Drums
  - W.S. "Fluke" Holland*  Drums
  - Luther Perkins  Electric Guitar
  - John Carter Cash  Executive-Producer
  - Lou Robin  Executive-Producer
  - Bob Johnson (8)  Guitar
  - Johnny Western  Guitar
  - Unknown*  Harmonica
  - Ashley Kahn  Liner Notes
  - Bob Johnson (8)  Lute
  - Bob Johnson (8)  Mandocello [Mando-Cello]
  - Vic Anesini  Mastered By
  - Don Hunstein  Photography By
  - John Hamilton (19)  Photography By
  - Bill Pursell  Piano
  - Floyd Cramer  Piano
  - James Carter Wilson*  Piano
  - Bob Johnston  Producer
  - Don Law  Producer
  - Frank Jones (2)  Producer
  - Jack Clement  Producer
  - Sam Phillips (2)  Producer
  - Norman Blake (2)  Resonator Guitar [Unknown Dobro, Possibly]
  - John Jackson (11)  Supervised By [Project Direction]
  - Bill McElhiney  Trumpet [Unknown Trumpets, Possibly]
  - Karl Garvin  Trumpet [Unknown Trumpets, Possibly]
  - The Anita Kerr Singers  Vocals
  - The Carter Family  Vocals
  - The Statler Brothers  Vocals
  - Johnny Cash  Vocals, Guitar
  - J.R. Cash*  Written-By